# 123860 Дейвдеррік
123860 Дейвдеррік (123860 Davederrick) — астероїд головного поясу, відкритий 16 лютого 2001 року.
Тіссеранів параметр щодо Юпітера — 3,208.